# Yolo
Yolo er et akronym (initialforkortelse) af "you only live once", man lever kun en gang.
Udtrykket ligner tidligere udtryk som "carpe diem" og "living on the edge".
Forskellen er at Yolo oftere bliver brugt af unge, som undskyldning for vilde eller direkte dumme ting de har gjort eller gør. Udtrykket oplevede en genoplivning, da rapperen Aubrey Graham benyttede det i sangen The Motto fra slutningen af 2011.